# Bisbat d'Usès
El bisbat d'Usès o Uzès fou una divisió eclesiàstica de França centrada a la ciutat d'Usès. Ja s'esmenta un bisbe el 442 (Sant Constancí). Els visigots es feren amos de Nimes però Usés va quedar pels francs. Firminus (541-553) i Ferreol (553-581) foren bisbes en aquesta època. Més tard la ciutat fou seu d'un comtat del qual els bisbes eren grans senyors i van tenir conflictes amb els senyors d'Usès. El bisbe Jean de Saint Gelais (1531-1560) es va fer calvinista. El 1877 el bisbat fou incorporat al Bisbat de Nimes amb el nom de "Nîmes (Uzès-Alais)". La catedral és Sant Teodorit. El Papa Urbà V fou abans d'arribar al càrrec el bisbe Guillaume de Grimoard.

## Territori
La diòcesi comprenia part del Llenguadoc. Limitava al nord amb el bisbat de Viviers, a l'est amb el de Mende, al sud amb l'arxidiòcesi d'Arlé i la diòcesi de Nimes, i a l'oest amb la diòcesi d'Alès i l'arxidiòcesi d'Avinyó.
La seu episcopal era la ciutat d'Usés, a l'actual departament del Gard, on es trobava la catedral de Teodoret-
El 1736 la diòcesi comprenia 180 parròquies. A la vigília de la Revolució francesa el seu territori estava dividit en 9 arxiprestats: Bagnols, Cornillon, Gravières, Navacelles, Remoulins, Saint-Ambroix, Sauzet, Sénéchas i Uzès.

## Història
La diòcesi va ser erigida durant la primera meitat del segle v, amb territori pres a la diòcesi de Nimes. El primer bisbe documentat és Constanç, que el 442 participà en el concili de Vaison.
Després que els francs conquerissin la regió d'Usès (segle vi), la diòcesi passà a formar part de la província eclesiàstica d'Arle, on romangué fins a meitat del segle viii, quan esdevingué sufragània de Narbona.
Durant les guerres de religió que assolaren França durant la segona meitat del segle xvi, Usés patí molt. El bisbe Jean de Saint-Gelais es convertí al protestantisme i va ser deposat; seguint una temporada de seu vacant que s'estengué diversos anys. Durant aquest període, l'antiga catedral medieval va ser completament destruïda pels hugonots; sent reconstruïda a mitjans del segle xvii pel bisbe Nicolas de Grillier i consagrada el 1663 pel seu successor, Jacques Adhémar.
La diòcesi va ser suprimida després del concordat amb la butlla Qui Christi Domini del papa Pius VII del 29 de novembre de 1801 i el seu territori va ser incorporat al de la seu d'Avinyó. El 1822 el territori de l'antiga seu d'Usés va ser incorporat a la restaurada diòcesi de Nimes.
El 27 d'abril de 1877 un breu apostòlic del papa Pius IX autoritzà els bisbes de Nimes a prendre el títol de bisbe d'Usès.

## Llista de bisbes
La llista de bisbes d'Usès és la següent:
- 419 - 462 Constanci d'Usès (Constantí)
- Exercia el 506 Probaci d'Usès
- 533 - 538 Rorici d'Usès
- 538 - 553 Sant Fermí o Firmí.
- 553 - 581 Sant Ferriol.
- 581 Albí
- 581 Joví
- 581 Marcel
- 659 Aurelià
- 661 Mòmol d'Usès
- 773 Sigibert
- 791 Arimond
- 823 - 835 Emili o Ameli I
- 842 Elifes o Alfons
- 858 - 879 Walafrid o Guifré
- 885 Asael
- 886 - 915 Ameli II
- 945 Rostany
- 994 - 1030 Heribald
- 1030 - 1080 Hug
- 1096 - 1138 Ramon I
- 1139 - 1150 Everard I
- 1150 - 1188 Ramon II (Ramon d'Usès i de Posquières)
- 1188 - 1190 Bertran I
- 1190 - 1204 Guillem de Vénéjan
- 1204 - 1208 Everard II
- 1208 - 1212 Ramon III
- 1212 - 1227 Ramon IV conegut com de Mas d'Andreu
- 1228 - 1239 Berlió
- 1240 - 1249 Pons de Becmil
- 1249 - 1285 Bertran II Armand
- 1285 - 1307 Guilleme II de Gardies
- 1315 - 1318 André de Frédol
- 1318 - 1344 Guilleme III de Mandagout
- 1344 - 1356 Elies de Saint-Yrieix
- 1357 - 1365 Pere I d'Aigrefeuille
- 1365 - 1366 Pere II (Gerard della Rovere)
- 1366 - 1371 Bompar (Bonuspar)
- 1371 - 1374 Bernat de Saint-Étienne
- 1375 - 1398 Marcial
- 1400 - 1405 Pere III de Beaublé (Belbladi)
- 1405 - 1426 Güerau de Breuil (Guiraud de Broglio)
- 1427 Pere IV Soybert
- 1427 - 1441 Bertran III de Cadoène
- 1441 - 1442 Guillem IV de Champeaux
  - 1442 - 1445 Alan de Coëtivy (administrador apostòlic)
- 1445 - 1446 Guilleme V Soybert
- 1446 - 1448 Olivier du Châtel (Oliverius de Castro)
- 1448 - 1463 Gabriel du Châtel
- 1463 - 1483 Joan I de Mareuil (Giovanni de Marolio)
- 1483 - 1503 Nicolas I Malgras
- 1503 - 1531 Jaume I de Saint-Gelais
- 1531 - 1570 Joan II de Saint-Gelais
- 1570 - 1591 Robert de Girard
- 1591 - 1601 Francesc I Rousset
- 1601 - 1621 Lluís de Vigne
- 1621 - 1633 Pau-Anton de Fay de Peraut
- 1633 - 1660 Nicolau II de Grillié (o de Grillet)
- 1660 - 1674 Jaume II Adhémar de Monteils de Grignan
- 1674 - 1677 Miquel I Phélypeaux de la Vrillière
- 1677 - 1728 Miquel II Poncet de la Rivière
- 1728 - 1736 Francesc II de Lastic de Saint-Jal
- 1737 - 1779 Bonaventura Baüyn
- 1779 - 1792 Enric Benet Jules de Béthizy de Mézières